# Balindong
Balindong (Bayan ng Balindong) är en kommun i Filippinerna. Kommunen ligger på ön Mindanao, och tillhör provinsen Lanao del Sur. Folkmängden uppgår till 24 470 invånare.

## Barangayer
Balindong är indelat i barangayer.
| - Abaga (Mapantao) - Poblacion (Balindong) - Pantaragoo - Bantoga Wato - Barrit - Bubong - Bubong Cadapaan - Borakis - Bualan - Cadapaan - Cadayonan - Kaluntay - Dadayag | - Dado - Dibarusan - Dilausan - Dimarao - Ingud - Lalabuan - Lilod - Lumbayao - Limbo - Lumbac Lalan - Lumbac Wato - Magarang - Nusa Lumba Ranao | - Padila - Pagayawan - Paigoay - Raya - Salipongan - Talub - Tomarompong - Tantua Raya - Tuka Bubong - Bolinsong - Lati - Malaig |